# Cycas du Japon
Cycas revoluta
Espèce
Statut de conservation UICN

 LC  : Préoccupation mineure
Statut CITES
Cycas revoluta, appelé aussi sagoutier, sagou du Japon, cycas du Japon ou encore petit rameau aux Antilles françaises, est une espèce de plante de la famille des Cycadaceae originaire des îles Nansei et des îles Ryūkyū au Japon et de la côte chinoise.
Le cycas n'est pas une fougère bien qu'il ressemble à une fougère arborescente, ni un palmier bien qu'il en ait le port. C'est une plante à graines (spermatophyte) classée parmi les Gymnospermes et ayant conservé des caractères archaïques évidents, tels que des gamètes mâles mobiles (anthérozoïdes, fonctionnant comme des spermatozoïdes végétaux géants).

## Description
Le Cycas revoluta est un arbuste pouvant mesurer jusqu'à 7 mètres de haut, doté d'un gros tronc (plus exactement d'un stipe) et d'une tige souterraine. Il peut vivre assez longtemps. Les plus vieux spécimens atteignent 6-7 mètres de haut à l'âge de 50-100 ans. C'est une plante dioïque (avec des pieds mâles et des pieds femelles distincts).
Les nombreuses feuilles (de 40 à 100) sont disposées en couronne à l'extrémité du stipe. Ce sont des feuilles pennées mesurant de 70 à 200 cm de long sur 20-25 cm de large lorsque la plante atteint l'âge de se reproduire. Elles portent de nombreuses folioles linéaires, à l'apex pointu, de 10-20 cm de long sur 4-7 mm de large et à marges révolutées (enroulées). Le pétiole de 6-20 cm de long est bordé de 6-18 épines de chaque côté.
Les inflorescences (strobiles) se forment au centre de la touffe de feuilles. Les pieds mâles portent un gros cône mâle érigé de 30-60 × 8-15 cm, formé d'écailles allongées avec sur leur face inférieure des sporanges où se forment les grains de pollen qui seront dispersés par le vent ou les insectes. Les pieds femelles portent au centre des feuilles réduites, veloutées et de couleur beige, avec quelques ovules à leur base.
Lorsque le grain de pollen tombe sur l'ovule mûr, il rencontre une gouttelette de liquide visqueux qui en séchant l'entraine dans la chambre de l'ovaire. Il ne se forme jamais de tube pollinique. Le développement de l'embryon commence dès la fécondation mais celle-ci intervient très tardivement, six mois après la pollinisation.
Les graines sont volumineuses, légèrement aplaties, protégées par une couche externe charnue vivement colorée en rouge. Elles ne sont toutefois pas incluses dans un fruit : les cycadacées sont des gymnospermes, plantes à « graines nues ».

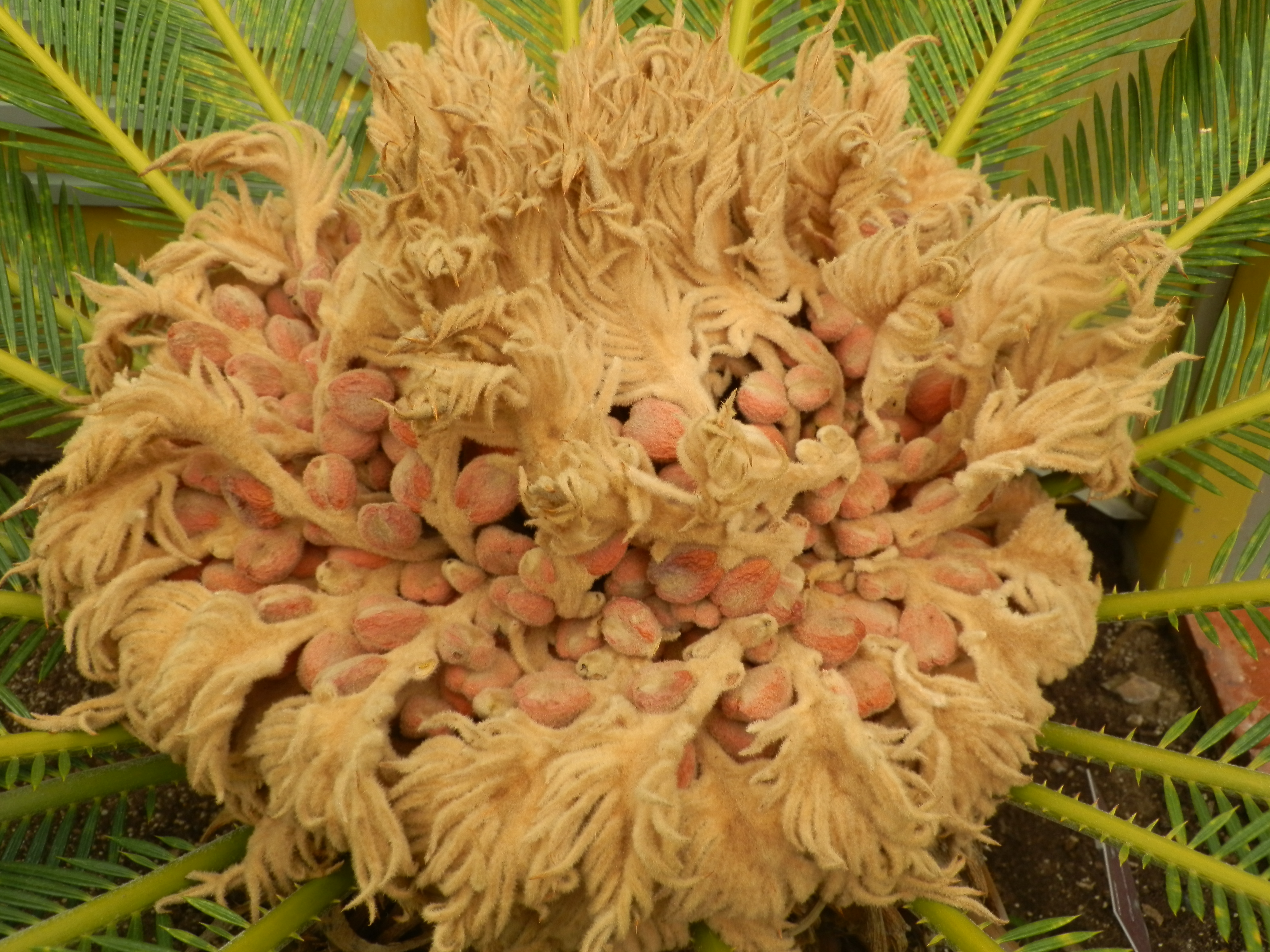
Feuilles ovulifères de Cycas revoluta au Conservatoire Botanique de Brest
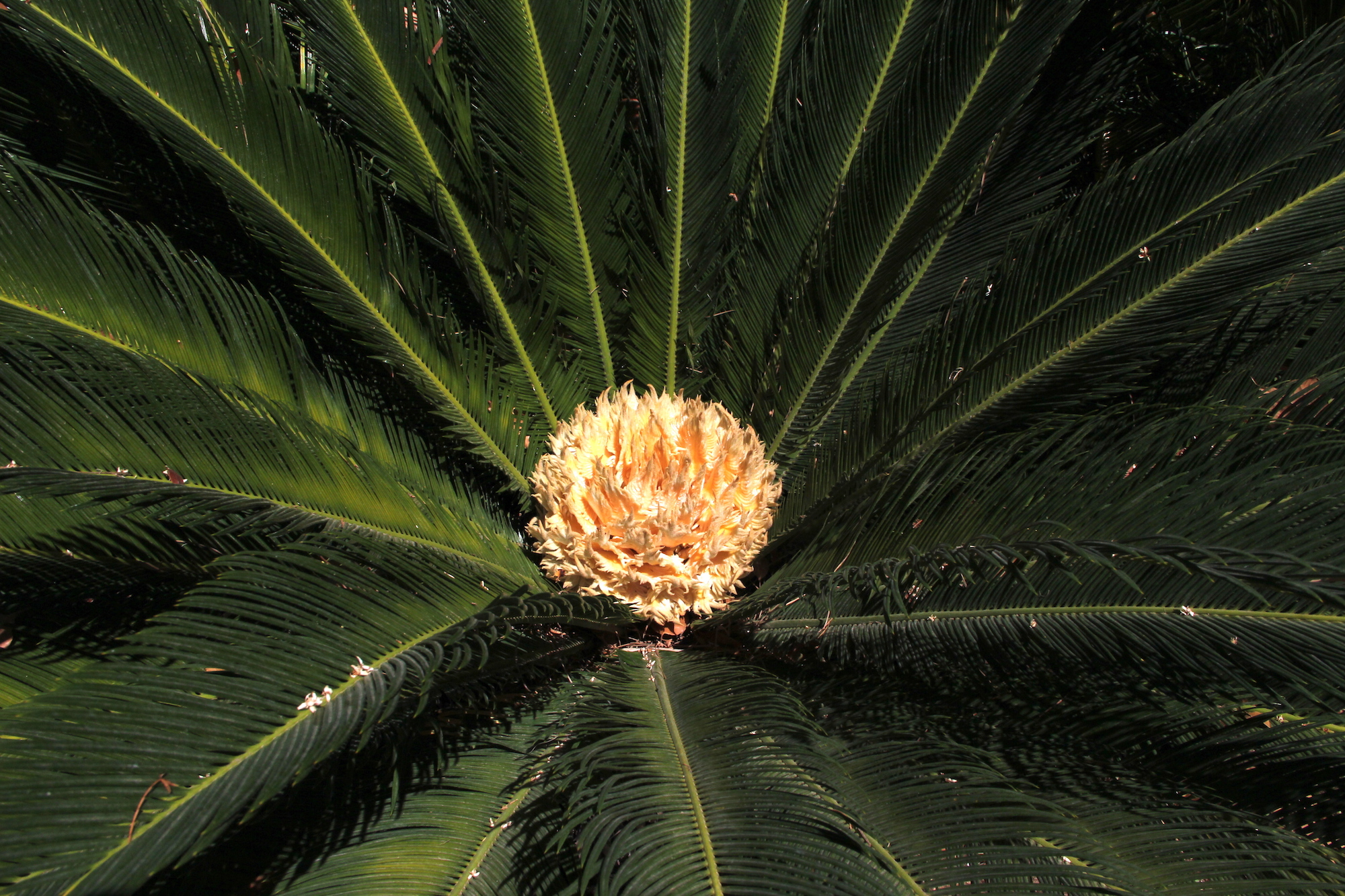
Fleur de Cycas revoluta. Diamètre de la fleur : 22 cm. Espagne
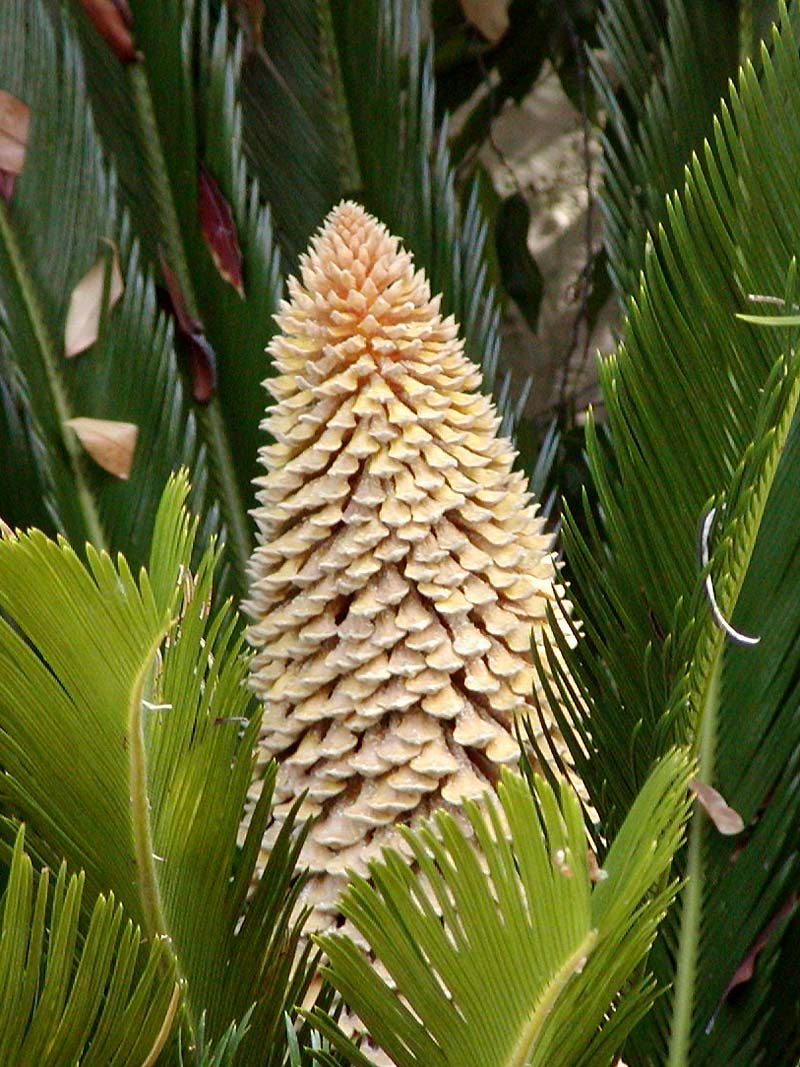
Cône mâle de Cycas revoluta
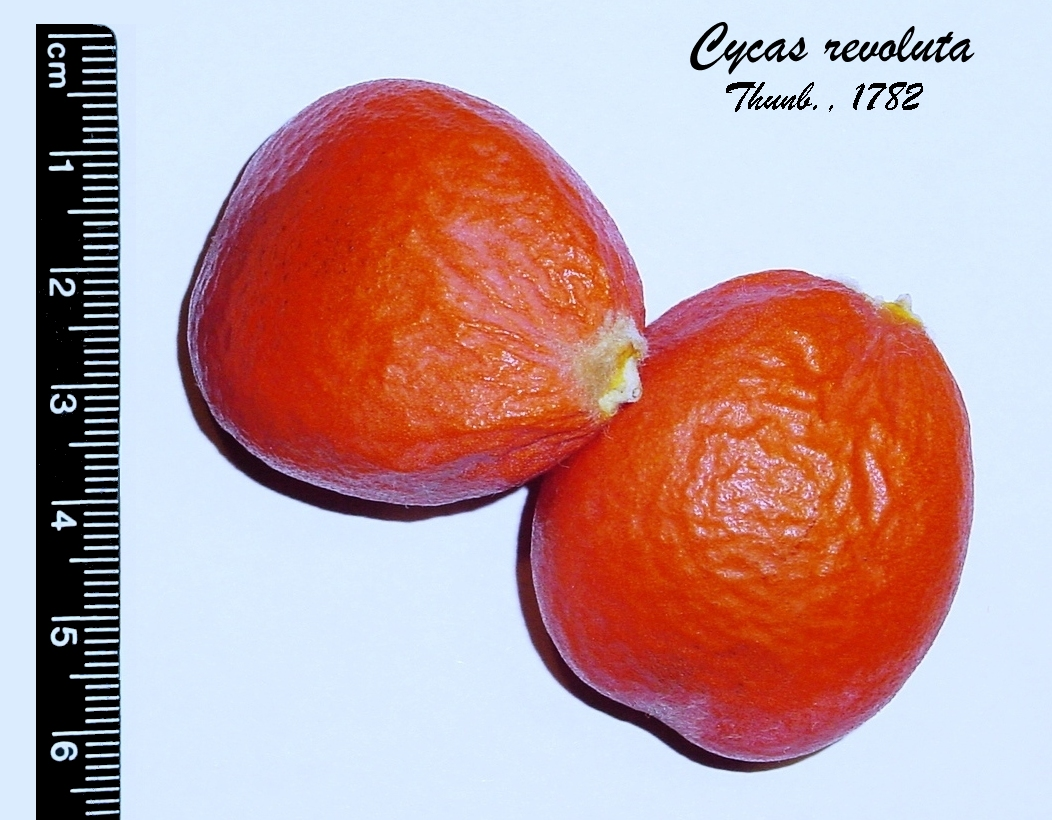
Graines
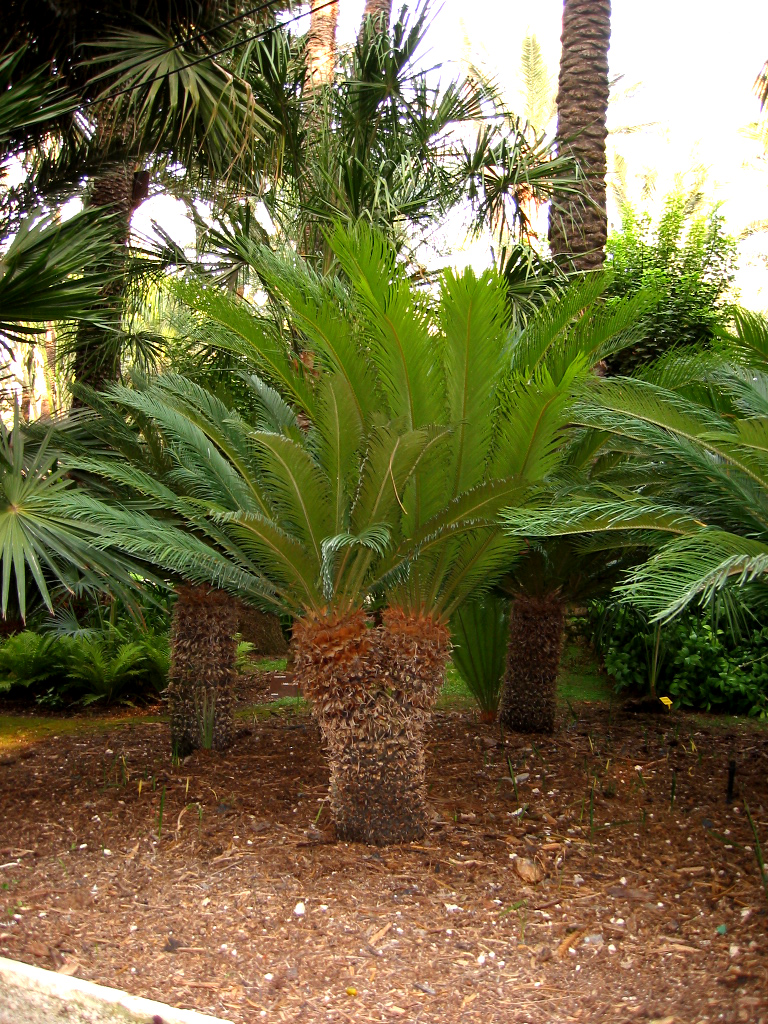
Pied de Cycas revoluta
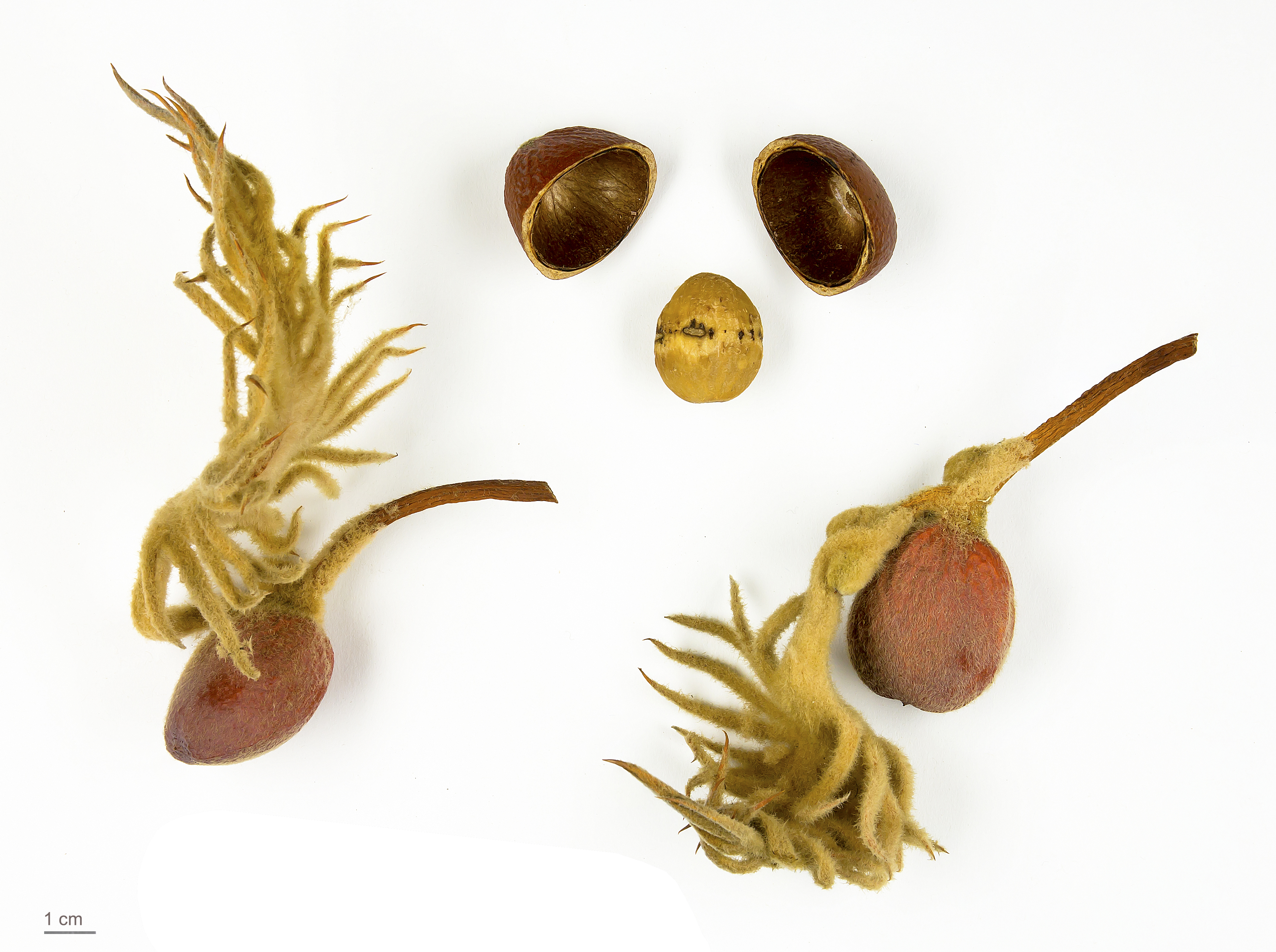
Cycas revoluta - Muséum de Toulouse

## Écologie
Cycas revoluta est originaire du Japon (îles Ryūkyū) et de la province côtière du Fujian en Chine. Il avait jadis une large répartition dans l'est du Fujian mais en raison des prélèvements des collecteurs et de la destruction des habitats, il était devenu très rare dans les années 1960 et on ne sait pas s'il existe encore aujourd'hui des populations sauvages en Chine.
Dans les îles du sud du Japon, il colonise les plaines rocailleuses et les falaises abruptes. On peut aussi admirer quelques beaux spécimens centenaires, de plusieurs mètres de haut, dans les temples bouddhiques et les sanctuaires shinto où les moines les protègent.
En 2019, signe de réchauffement climatique au XXIe siècle en Europe, dans un jardin botanique de l'île de Wight, un Cycas revoluta a produit des organes mâles et femelle en extérieur, pour la première fois en Angleterre depuis 60 millions d'années.

## Systématiques et nomenclature
Le sagou du Japon a été décrit par le botaniste suédois Carl Peter Thunberg en 1782.
Étymologie : revoluta du latin revolutus  enroulé, allusion aux marges des folioles révolutées.

## Utilisation
Le cycas est cultivé comme plante ornementale.
Le Cycas revoluta est appelé « petit rameau » dans les Antilles françaises ainsi que dans l'archipel du Vanuatu, car on utilise ses feuilles en lieu et place des palmes ou du buis pour le « dimanche des Rameaux ».
Dans les îles Riou-Kiou au sud du Japon, on utilise les feuilles riche en azote comme engrais vert pour traiter les fruits des champs.

## Propriétés
Le cycas du Japon est une plante particulièrement toxique. Il synthétise un glucoside très toxique pour les herbivores (la cycasine) et un acide aminé neurotoxique, la bêta-N-méthylamino-L-alanine. Douze heures après une ingestion de feuilles par un animal, celui-ci va commencer à vomir, avoir des diarrhées, des saignements de nez, et d'autres symptômes pouvant conduire jusqu'à la mort.
Toutefois les tiges de cycas riches en amidon sont consommées en milieu tropical mais elles doivent être bouillies longuement pour annihiler les effets neurotoxiques de la cycasine.
Au Japon, l'arbre est activement propagé et sert à fabriquer un faux sagou (le vrai sagou est tiré des palmiers) qui est utilisé moulé en pâte pour être consommé tartiné sur du pain. Il est à l'origine de possible Sclérose latérale amyotrophique (SLA, aussi appelé dans le monde francophone maladie de Charcot) selon des études et ces toxines sont proches de celles du Gyromitre comestible (Gyromitra esculenta), ou fausse morille qui peut aussi provoquer cette maladie.